# Бека II Джакелі
Бека II Джакелі (груз. ბექა II ჯაყელი; 1298 — 1361) — атабег Самцхе (Месхетії) у 1361—1391 роках.

## Життєпис
Старший син атабега Кваркваре I. Посів трон 1361 року. Цар Баграт V перепризначив його атабегом Самцхе. 1372 року Шалву — молодшого брата Беки II — призначено співатабегом. З йього причини й хто був ініціатормо  цього є суперечності.Ймовірніше грузинський цар так намагався послабити всевладдя Бека II.
1386 року під час вторгнення чагатаьского аміра Тимура зазнав поразки й вимушений був йому підкоритися. З цього часу перестав вважати себе васалом Баграта V. 1389 року після смерті брата Шалви призначає небожа Аґбуґу I новим співправителем.
Помер Бека II 1391 року. Його син Іване II успадкував його частку Самцхе.